# Velden am Wörther See
Pour les articles homonymes, voir Velden.
Velden am Wörther See (en slovène : Vrba na Koroškem) est une commune (Marktgemeinde) autrichienne du district de Villach-Land en Carinthie. Une station climatique reconnue par l'État, située sur la rive du lac Wörthersee, c'est l'un des plus populaires lieux de séjour pour le tourisme en Autriche.

## Géographie
Velden est situé à côté ouest du lac Wörthersee dans le Land de Carinthie, dans le sud de l'Autriche. La commune est reliée de l'autoroute A2 (Süd Autobahn) et du reseau de la S-Bahn de Carinthie sur le chemin de fer entre les villes de Klagenfurt et Villach.

## Histoire
Le lieu de Velden dans le duché de Carinthie est cité pour la première fois autour de l'an 1150. Le domaine, à ce temps en possession du duc Henri V, fut vendu par son frère et successeur Hermann II en l'an 1162 aux évêques de Gurk. Après la mort du comte Ulric de Cilley en 1456, le fief revient à l'empereur Frédéric III de Habsbourg qui l'octroia aux chevaliers de l'ordre de Saint-Georges à Millstatt.
Au début des temps modernes, Velden appartenait aux domaines du château de Landskron qui ont été acquis par le châtelain Christoph Khevenhüller en 1542. En 1629, au cours de la Contre-Réforme dans les territoires héréditaires des Habsbourg, les possessions sont accordées à la noble famille de Dietrichstein.
Le château de Velden, un bâtiment de la Renaissance construit au bord du lac pour Barthélemy Khevenhüller en 1603, resta en possession des Dietrichstein jusqu'en 1861. Vers la fin du XIXe siècle, il a été transformé en hôtel. À partir des années 1950, il a été le lieu de tournage de nombreux films et productions de télévision, dont la série Ein Schloß am Wörthersee (diffusée de 1990 à 1993) avec le chanteur Roy Black dans le rôle principal. L'immeuble qui appartenait temporairement à Gunter Sachs et la Hypo Group Alpe Adria est aujourd'hui membre de l'association des hôtels de luxe The Leading Hotels of the World.

## Galerie d'images

Hôtels à Velden am Wörther See
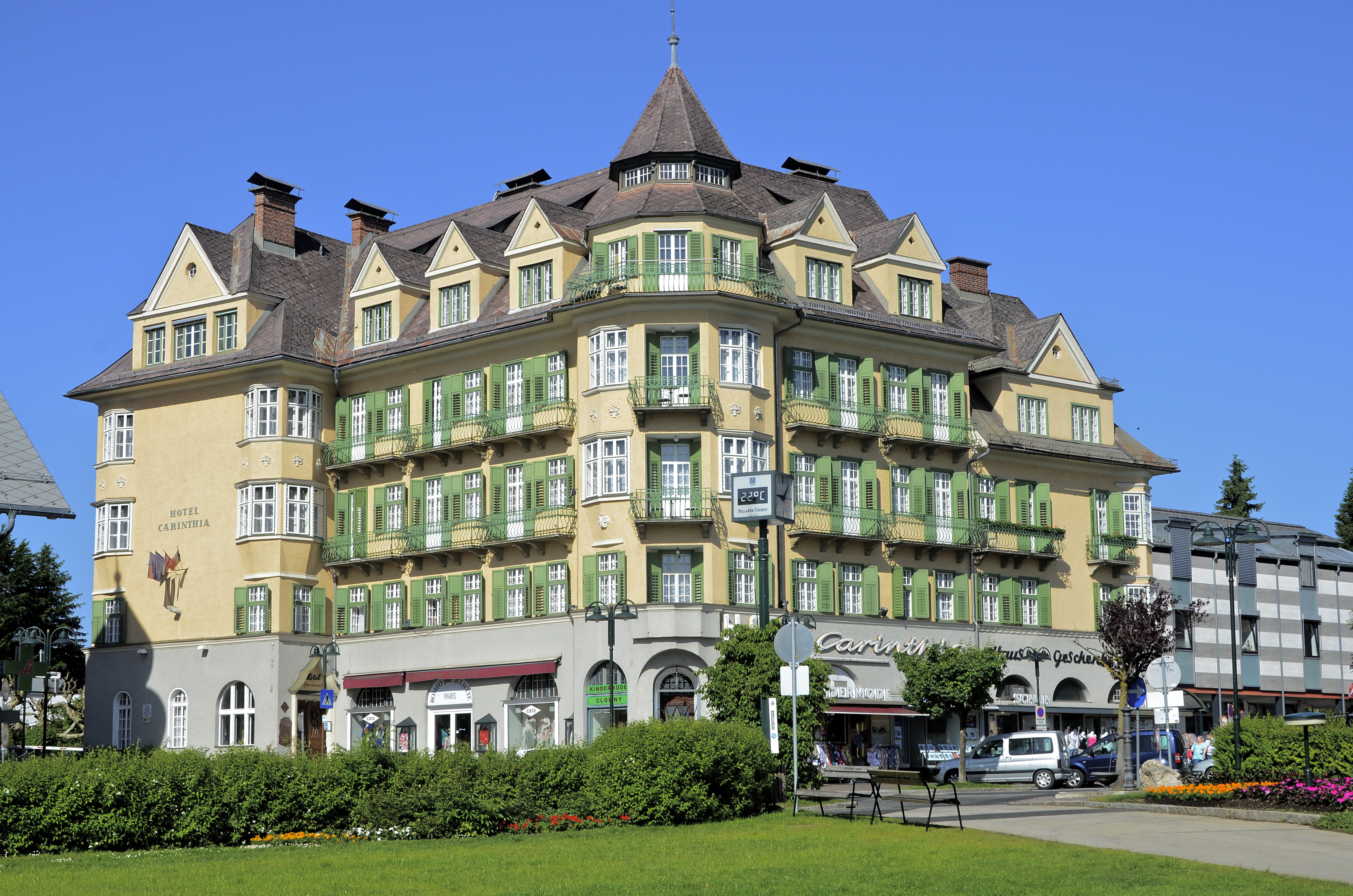
"Hôtel Carinthia", conçu par l'architecte Franz Baumgartner en 1924
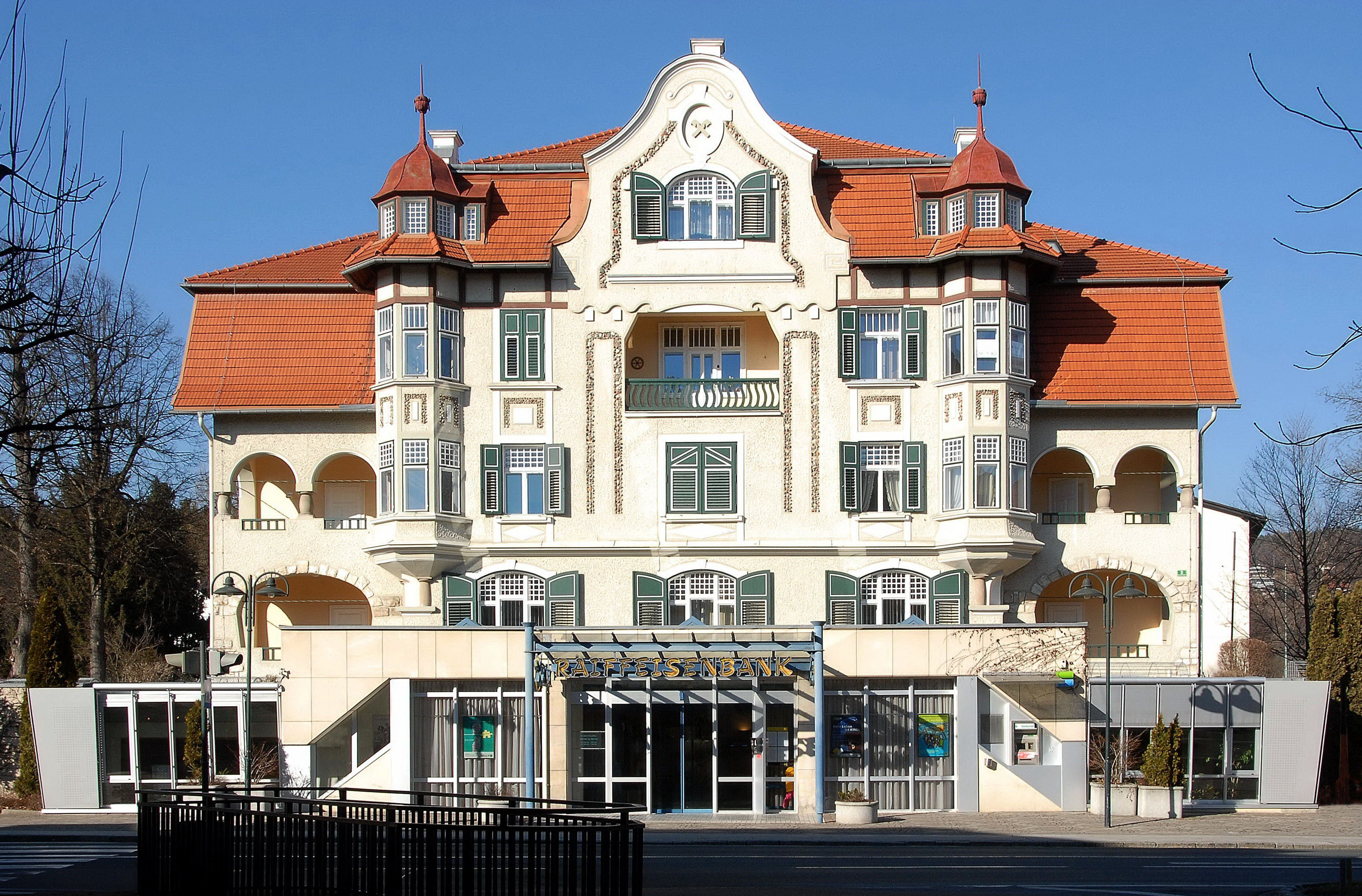
Vue sud du "Hotel Kointsch", conçu par l'architecte Franz Baumgartner en 1909
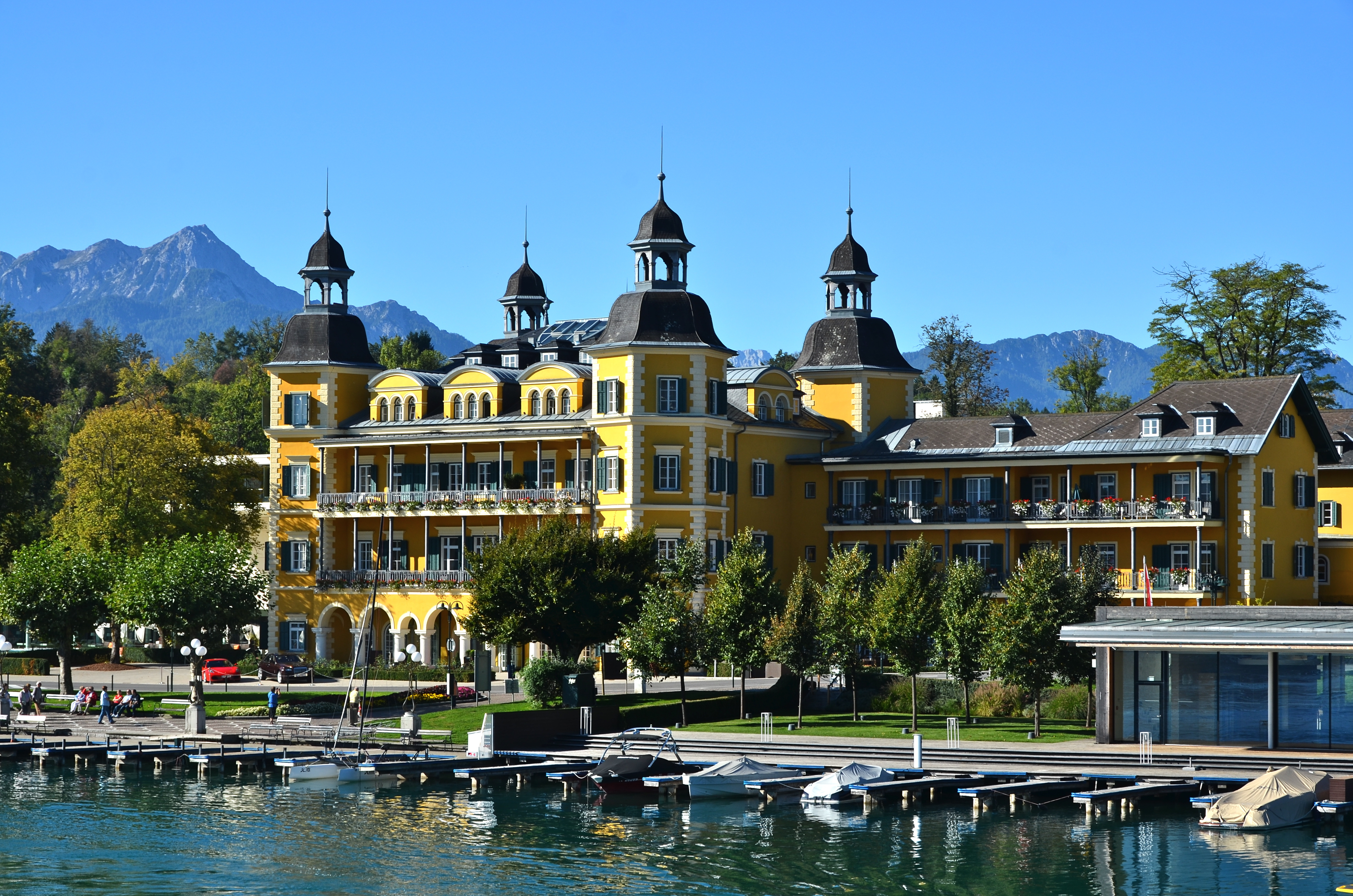
Schloss Velden, au bord du lac
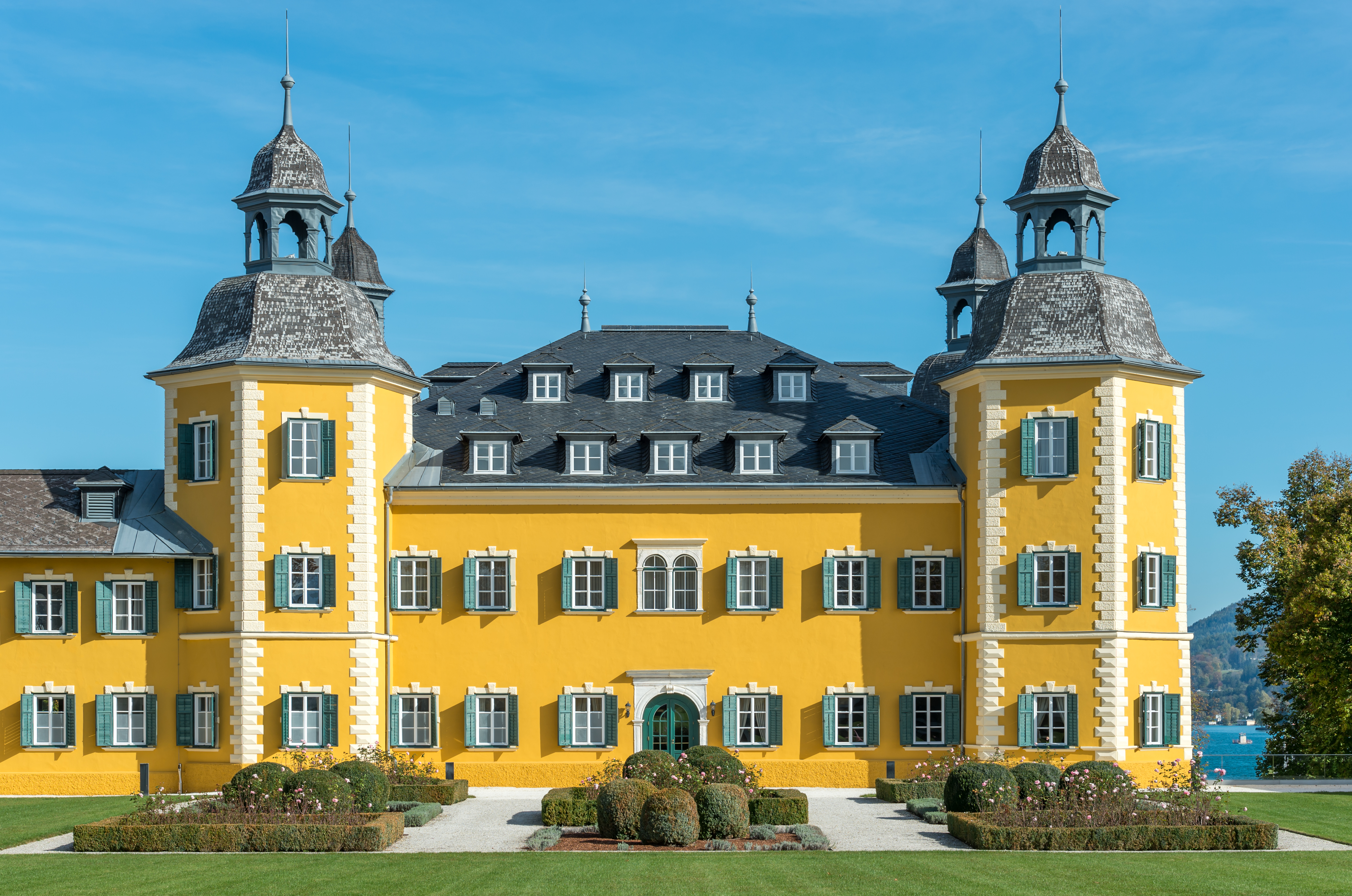
Le Schlosshotel. Octobre 2019.

| - Seepromenade au long du lac Wörthersee à Velden - Casino Velden - Villa Gessenharter, conçue par l'architecte Franz Baumgartner et construite en 1930 - La mairie - Seecorso promenade au long du lac Wörthersee |

## Jumelages
La commune de Velden est jumelée avec :
- Gemona del Friuli (Italie) depuis 1958
- Bled (Slovénie) depuis 2000